# Шатилов, Сергей Савельевич
Сергей Савельевич Шатилов (25 октября 1901, Данилкино, Саратовская губерния — 15 марта 1972, Москва) — советский военный, государственный и политический деятель, генерал-лейтенант, кандидат экономических наук.

## Биография
Родился в 1901 году в селе Данилкино (ныне — в Балашовском районе Саратовской области). Член ВКП(б) с 1919 года.
С 1918 года — на военной службе, общественной и политической работе. В 1918-1922 гг. — участник Гражданской войны, студент и аспирант Коммунистического университета им. Свердлова, работал в МК ВКП(б), секретарь Сталинского райкома КПСС города Москвы (1934—1936), в Комитете по делам искусств, аспирант Московского Госуниверситета, слушатель Высших военно-политических курсов РККА, начальник научно-исследовательского отдела, начальник Политотдела Военно-политической академии им. В. И. Ленина, заместитель начальника Политуправления Брянского и Воронежских фронтов, начальник Политических управлений Воронежского и Первого Украинского фронтов, уполномоченный СССР при ПКНО, первый заместитель председателя ЦК ДОСААФ.
Избирался депутатом Верховного Совета РСФСР 2-го и 5-го созывов.
Умер в 1972 году в Москве, похоронен на Новодевичьем кладбище.